# Rosa 'La Minuette'
'Minuette' (el nombre del obtentor registrado de 'Minuette'® ), es un cultivar de rosa que fue conseguido en California en 1969 por el rosalista estadounidense Lammerts.

## Descripción
'Minuette' es una rosa moderna cultivar del grupo Floribunda.
El cultivar procede del cruce de 'Peace' x 'Rumba'.
Las formas arbustivas del cultivar tienen porte erguido y alcanza 60 cm de alto. Las hojas son de color verde oscuro y brillante.
Sus delicadas flores de color mezcla de blancos y rojos con los bordes de los pétalos rojos. Fragancia suave. Rosa de diámetro medio de 4". Grandes, completos. La flor con forma de corazón, doble de 17 a 25 pétalos, generalmente en flor solitaria. 
Florece en oleadas a lo largo de la temporada. Primavera o verano son las épocas de máxima floración, si se le hacen podas más tarde tiene después floraciones dispersas.

## Origen
El cultivar fue desarrollado en California por el prolífico rosalista estadounidense Lammerts en 1969. 'La Minuette' es una rosa híbrida diploide con ascendentes parentales de 'Peace' x 'Rumba'.
El obtentor fue registrado bajo el nombre cultivar de 'Minuette'® por Lammerts en 1969 y se le dio el nombre comercial de exhibición 'Minuette'™.
También se le reconoce por los sinónimos de 'La Minuette', 'LAMinuette' y 'Sweetheart'.
- La rosa fue creada por Lammerts en California antes de 1969 e introducida en el resto de los Estados Unidos en 1969 como 'Minuette'.[1]
- La rosa 'Minuette' fue introducida en Estados Unidos con la patente "United States - Patent No: PP 3,162".[1]

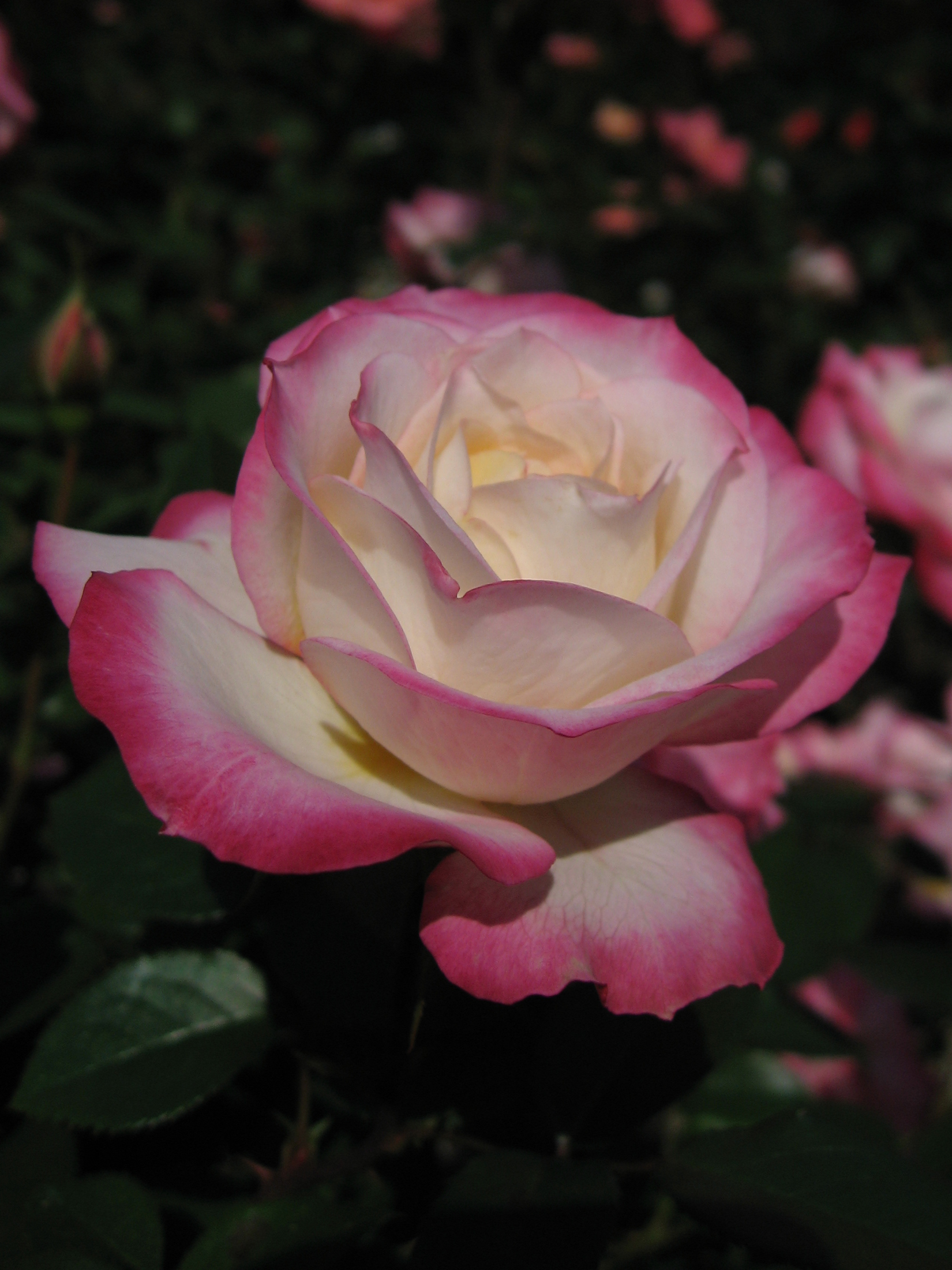
Capullos de la Rosa 'La Minuette'
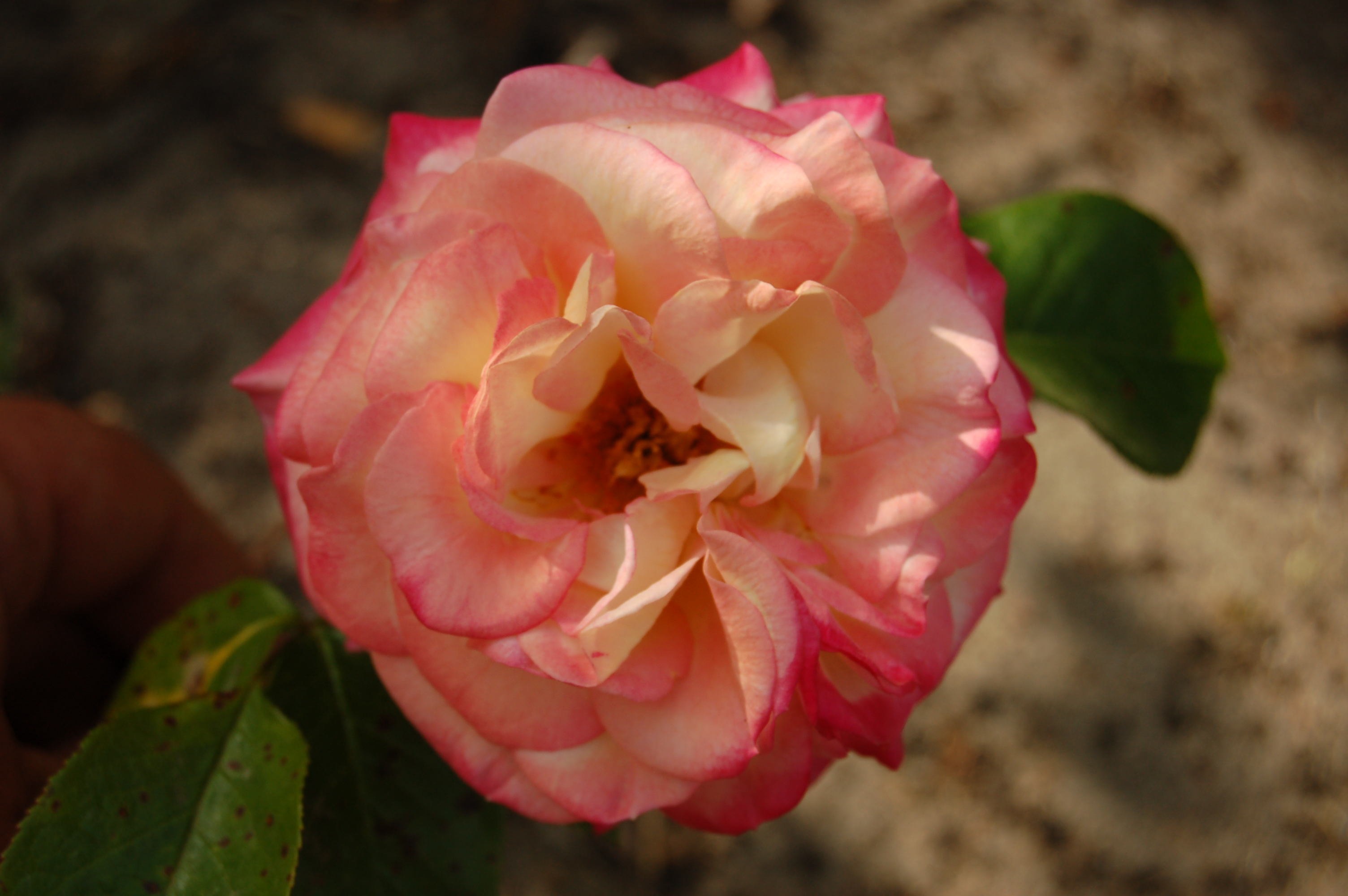
Rosa 'La Minuette'

## Cultivo
Aunque las plantas están generalmente libres de enfermedades, es posible que sufran de punto negro en climas más húmedos o en situaciones donde la circulación de aire es limitada.
Las plantas toleran la sombra, a pesar de que se desarrollan mejor a pleno sol. En América del Norte son capaces de ser cultivadas en USDA Hardiness Zones 5b a 9b. La resistencia y la popularidad de la variedad han visto generalizado su uso en cultivos en todo el mundo.
Puede ser utilizado para las flores cortadas, jardín o columnas. Vigorosa. En la poda de Primavera es conveniente retirar las cañas viejas y madera muerta o enferma y recortar cañas que se cruzan. En climas más cálidos, recortar las cañas que quedan en alrededor de un tercio. En las zonas más frías, probablemente hay que podar un poco más que eso. Requiere protección contra la congelación de las heladas invernales.